# Поений Постум
Поений Постум (на латински: Poenius Postumus) е префект (praefectus castrorum) на II Августов легион, стациониран в Британия.
През 61 г., по време на въстанието на кралица Боудика (60 до 61 г.), II Августов легион е разположен в Ексетер. Поений Постум, отказва да изпълни заповедта на управителя Гай Светоний Паулин и да се присъедини към него в потушаване на въстанието. След победа в битката при Уотлинг стрит през 60 г. Постум е принуден да се самоубие с меча си, а легиона изпада в немилост.